# Hatem El Mekki
Hatem El Mekki (حاتم المكي), aussi orthographié Hatim Elmekki, né le 16 mai 1918 à Jakarta (Indonésie) et mort le 23 septembre 2003 à Carthage, est un peintre tunisien.
Il est considéré comme l'un des plus grands peintres de Tunisie du fait de sa longévité, du caractère multiforme et abondant de son œuvre et de la reconnaissance dont il a joui depuis la période du protectorat français jusqu'à la fin de sa vie.
Né d'un père tunisien expatrié en Indonésie et d'une mère indonésienne d'origine chinoise, il ne connaît la Tunisie qu'à l'issue d'un long voyage entrepris en 1924, depuis Batavia jusqu'à Tunis, ce qui marque une rupture profonde, celle du lien maternel puis paternel puisque son père repart peu après. 
Il se fait remarquer précocement par ses talents de dessinateur qui lui valent des bourses d'études, d'abord au lycée Carnot de Tunis puis en France, à Lyon et Paris, où il se frotte aux courants artistiques contemporains. Son travail d'artiste ne l'empêche pas de s'exprimer sur des sujets plus politiques. Il signe des caricatures et des dessins politiques favorables au combat national sous le pseudonyme de Mahmoud.
Son talent se nourrit des multiples influences qu'il accepte, depuis l'art des batik indonésiens jusqu'à l'art figuratif qu'il n'hésite pas à développer pour une clientèle européenne puis au service de l'État indépendant tunisien. C'est également un affichiste prolifique et un plasticien profondément intéressé par la mosaïque.
Mais son art reste surtout associé dans la conscience populaire au dessin des pièces et billets de banque tunisiens comme aux timbres-poste dont il dessine 454 modèles de 1957 à 1995.  